# Resolució 1311 del Consell de Seguretat de les Nacions Unides
La Resolució 1311 del Consell de Seguretat de les Nacions Unides fou adoptada per unanimitat el 28 de juliol de 2000. Després de reafirmar totes les resolucions sobre Geòrgia, en particular les resolucions 1287 (1999) i 1308 (2000), el Consell va prorrogar el mandat de la Missió d'Observació de les Nacions Unides a Geòrgia (UNOMIG) fins al 31 de gener de 2001.
El Consell de Seguretat va subratllar la inacceptabilitat de la manca de progrés en qüestions clau relacionades amb el conflicte f'Abkhàzia. Va recordar que ambdues parts s'han de reunir cada dos mesos. L'11 de juliol de 2000, les parts van signar un protocol sobre l'estabilització de la zona de seguretat, treballar més en el retorn dels refugiats a la regió de Gali, a Abkhàzia i en la recuperació econòmica.
La resolució va instar les dues parts a seguir negociant qüestions pendents, inclosa la divisió de poders entre Tbilisi i Sukhumi. Les parts havien promès no utilitzar la violència per resoldre els problemes. El Consell de Seguretat va afirmar una vegada més que els canvis demogràfics a causa del conflicte eren inacceptables i exigien el retorn dels refugiats a la regió de Gali. Va deplorar la violència i l'activitat delictiva a la zona del conflicte i va exigir que ambdues parts respectin l'Acord d'Alto el Foc i Separació de Forces de 1994.